# Porąbka (Powiat Bielski)

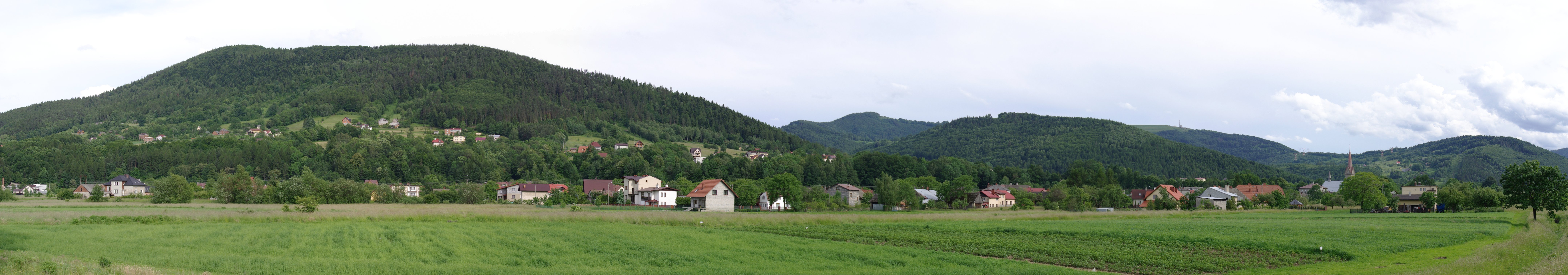
Ortsblick

Porąbka (deutsch Porombka) ist ein Dorf und Sitz der gleichnamigen Gemeinde im Powiat Bielski der Woiwodschaft Schlesien in Polen.

## Geographie
Porąbka liegt im Schlesischen Vorgebirge unter den Kleinen Beskiden an der Soła, etwa 15 km östlich von Bielsko-Biała und 50 km südlich von Katowice im Powiat (Kreis) Bielsko-Biała.
Nachbarorte sind Kobiernice im Nordwesten, Czaniec im Nordosten, Międzybrodzie Żywieckie im Süden, Międzybrodzie Bialskie im Südwesten.

## Geschichte
Der Ort entstand wahrscheinlich im frühen 15. Jahrhundert unter dem Schloss Wołek. Er wurde 1444 erstmals urkundlich als Poramka erwähnt. Der Ortsname Porąbka ist eine diminutive Form (Suffix -ka) von Poręba (deutsch „Waldlichtung“, „Kahlschlag“).
Politisch gehörte das Dorf ursprünglich zum Herzogtum Auschwitz unter der Lehnsherrschaft des Königreichs Böhmen. Am 22. Juli 1452 wurde das Bach Głęboki zur Grenze zwischen Czaniec und Porąbka, das zu Włodek von Skrzynna und seiner Ehefrau Katarzyna von Słupna gehörte. Das ist der erste urkundliche Beweis der Anwesenheit der Familie Skrzyński im Weichbild von Żywiec (einschließlich Porąbka), die wahrscheinlich schon im Besitz dieser Familie war. In den Jahren 1460–1465 die Familie Skrzyński führte als Raubritter eine aufreibende Aktivität im polnisch-schlesischen Grenzbereich, was die militärische Intervention des polnischen Königs Kasimir IV. erzwungen hat. Die Familie Skrzyński wurde 1465 zum Verkauf des Gebiets an den polnischen König gezwungen, das Dorf wurde aber nicht in der Verkaufsabrechnung erwähnt.
Bei der Ersten Teilung Polens kam Porąbka 1772 zum neuen Königreich Galizien und Lodomerien des habsburgischen Kaiserreichs (ab 1804). 1773 wurde an der Stelle des aufgelösten Kreises Schlesien der Kreis Wieliczka (polnisch cyrkuł wielicki) eingerichtet, der das Kreisdistrikt Biala (ab 1775 mit dem Sitz in Zator) mit Porąbka umfasste. 1782 wurde das Gebiet des Kreisdistriktes Zator zum unabhängigen Kreis mit dem Sitz in Myślenice (ab 1819 in Wadowice). Nach der Aufhebung der Patrimonialherrschaften bildete es ab 1850 eine Gemeinde im Gerichtsbezirk Kęty des Bezirkes Biała.
1918, nach dem Ende des Ersten Weltkriegs und dem Zusammenbruch der k.u.k. Monarchie, kam Porąbka zu Polen. Unterbrochen wurde dies nur durch die Besetzung Polens durch die Wehrmacht im Zweiten Weltkrieg. Es gehörte dann zum Landkreis Bielitz im Regierungsbezirk Kattowitz in der Provinz Schlesien (seit 1941 Provinz Oberschlesien).
Im Jahr 1970 wurde der Bau des Erholungskomplexes Kozubnik beendet, eigentlich ein autarkes Städtchen für die Partei-Elite mit Schwimmbecken, Restaurants, Hotels usw. Nach 1989 wurde es völlig verlassen und wurde zu einer Geisterstadt. Der Komplex wurde erst ab dem Jahr 2016 renoviert.
Von 1975 bis 1998 gehörte Porąbka zur Woiwodschaft Bielsko-Biała.

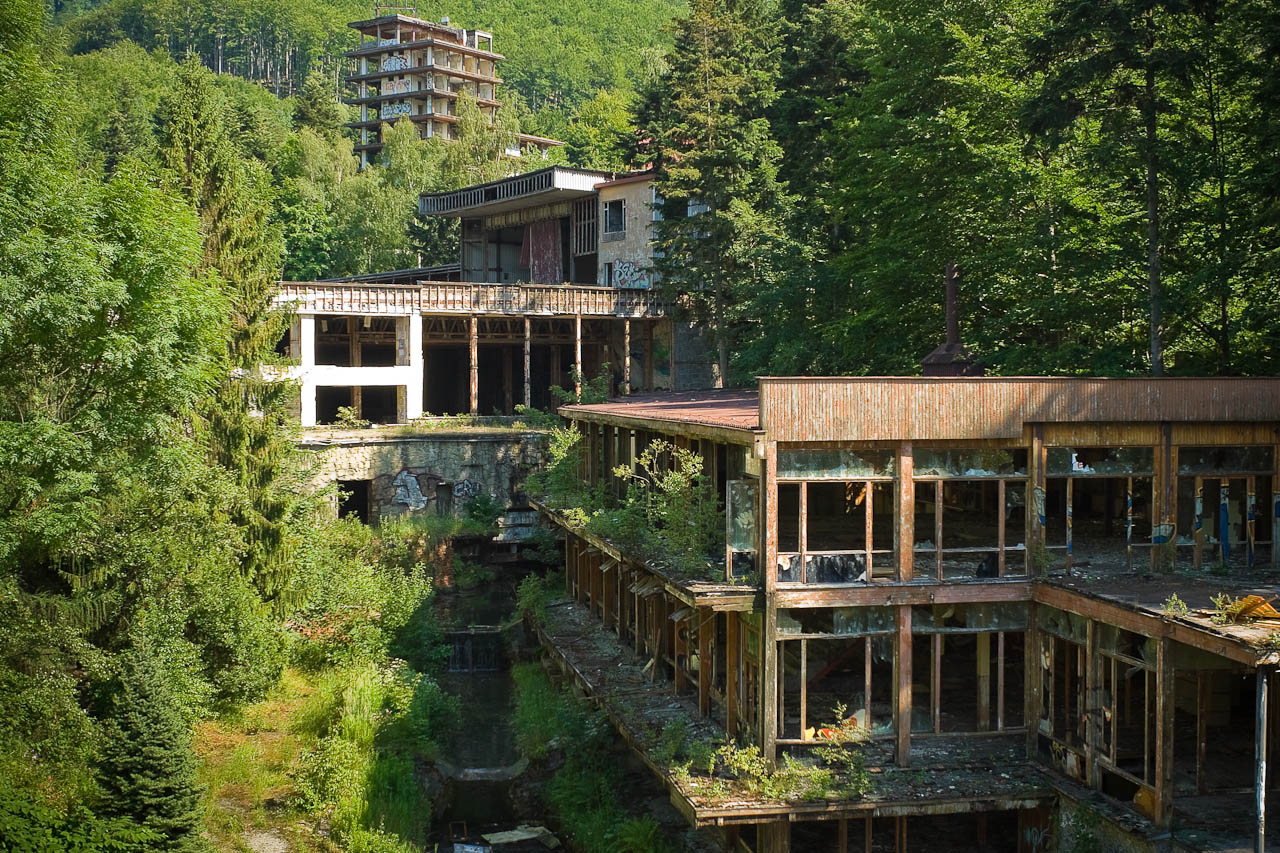
Ruinen im Weiler Kozubnik (2008)
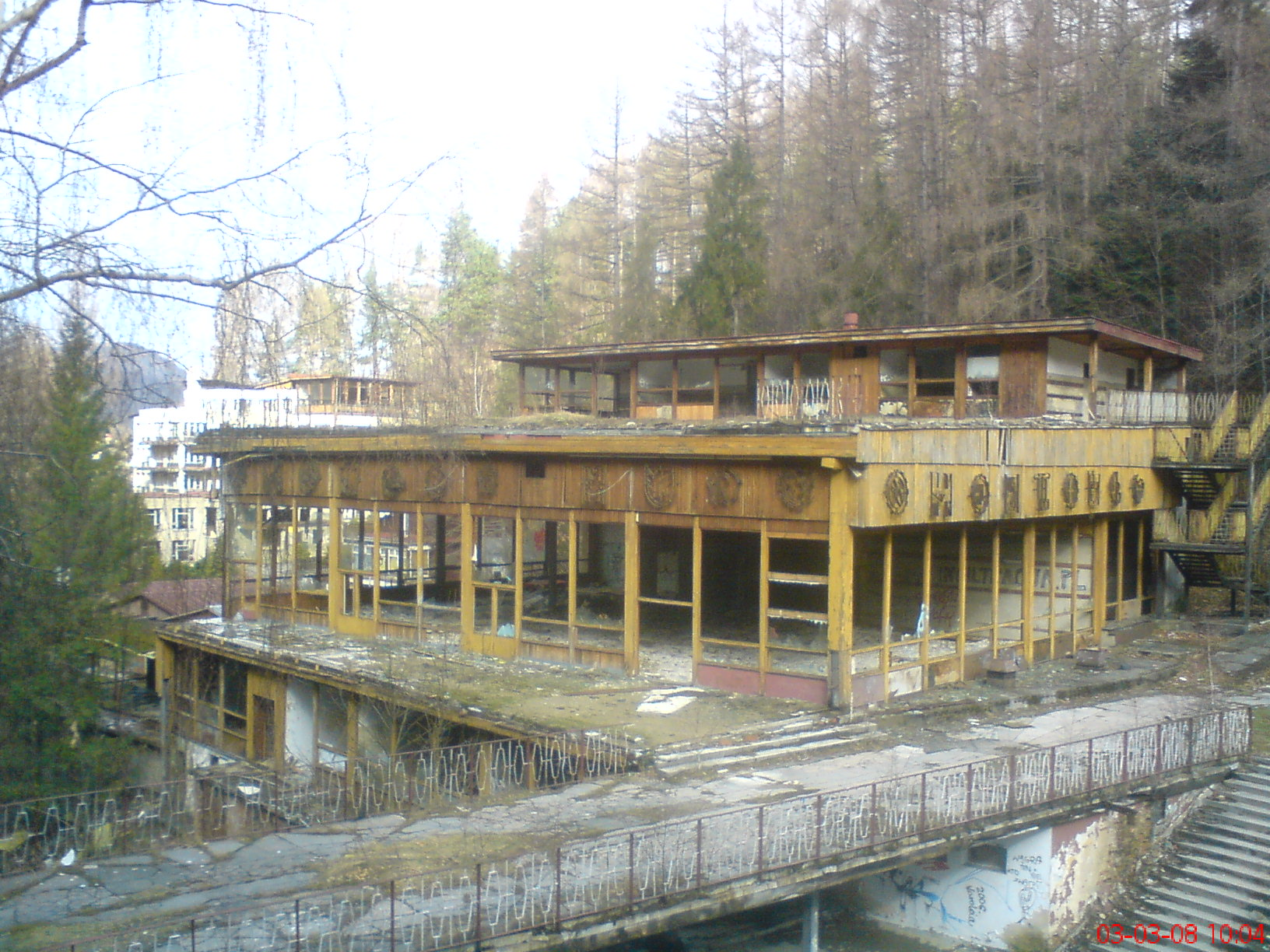
Ruinen eines Restaurants (2008)
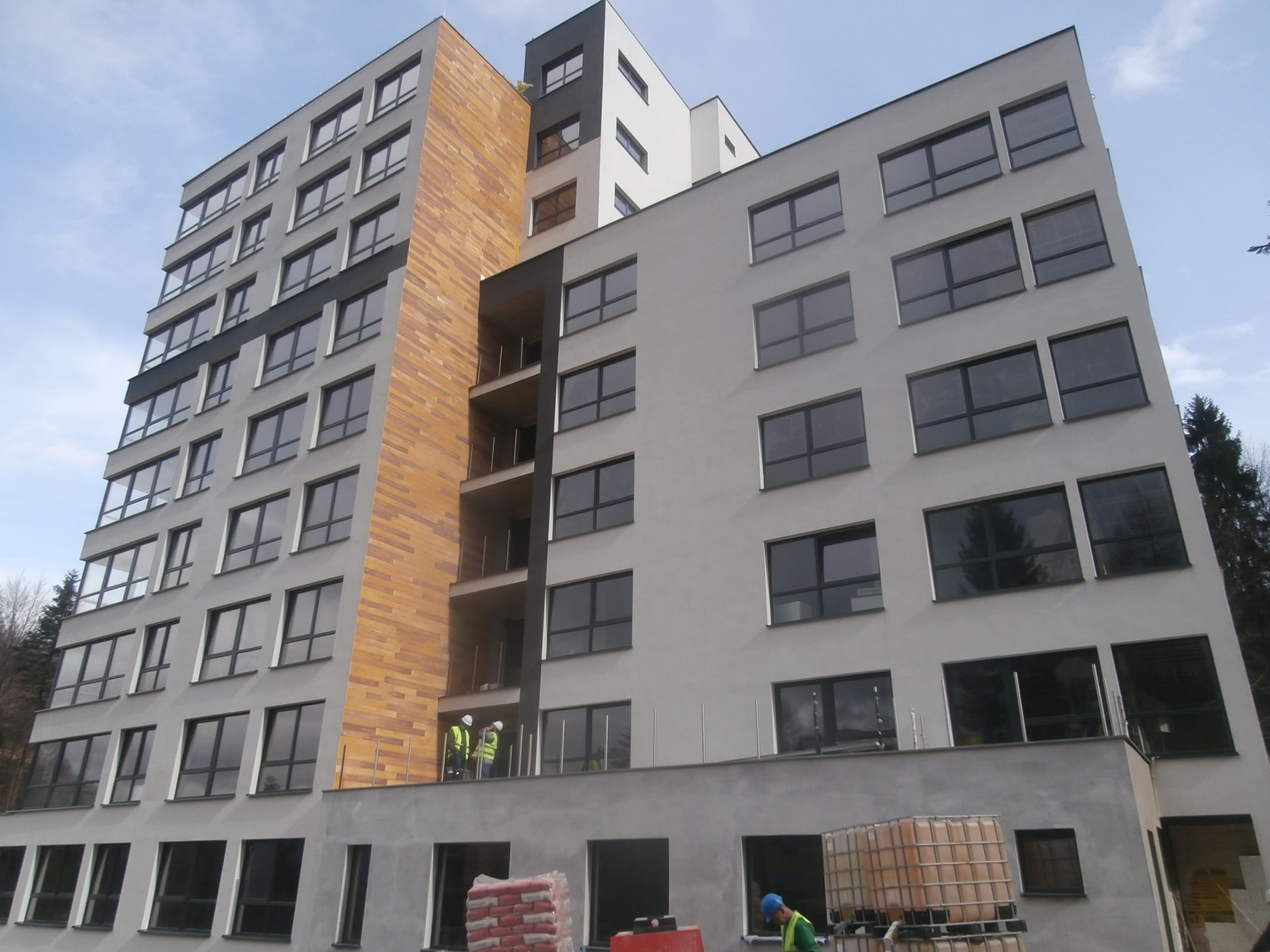
Renovierung (2017)

## Gemeinde
Zur Landgemeinde (gmina wiejska) Porąbka gehören vier Ortschaften mit einem Schulzenamt (sołectwo): Bujaków, Czaniec, Kobiernice und Porąbka.

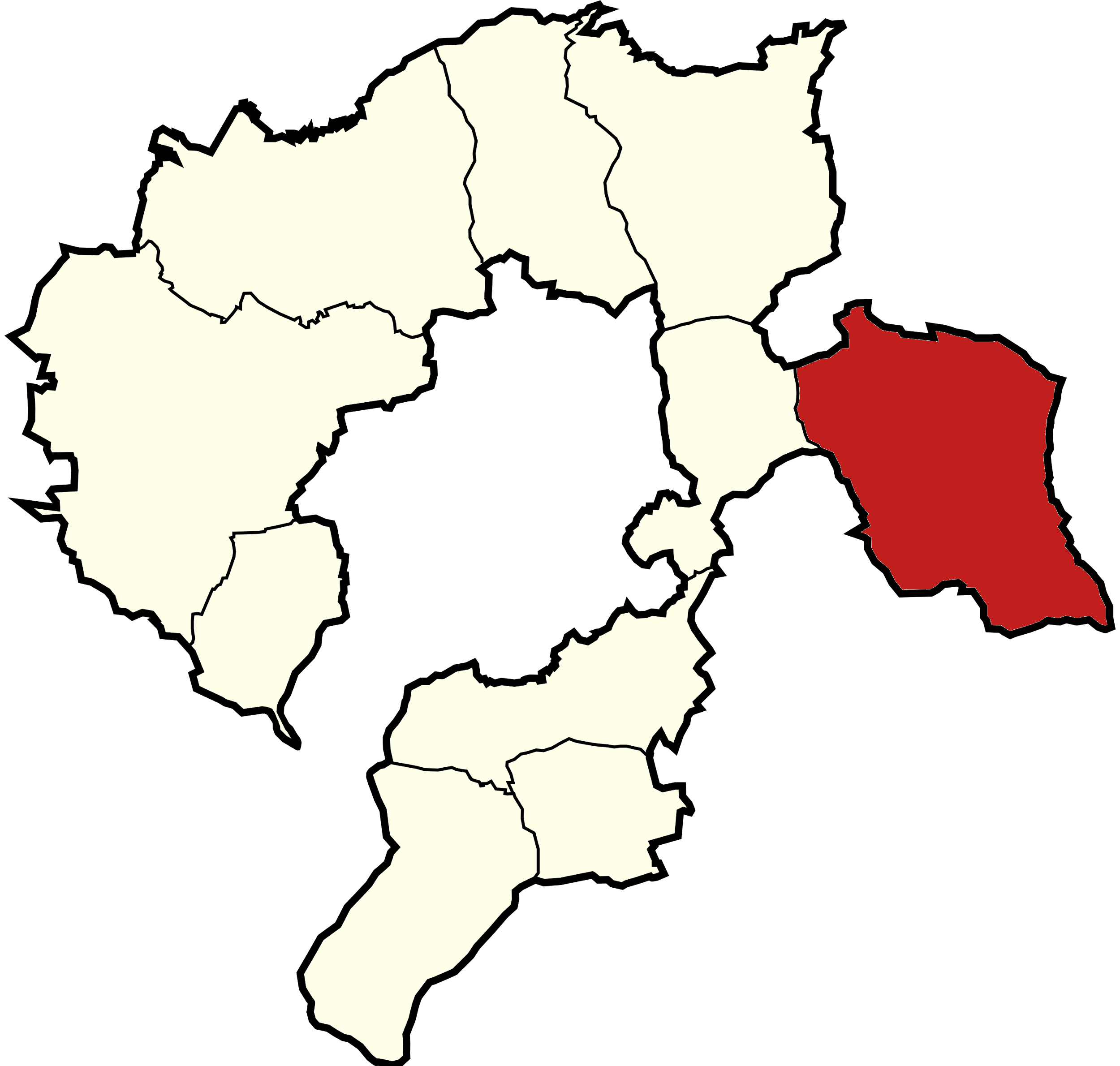
Die Gemeinde im Powiat Bielski